# 勝沼城
勝沼城（かつぬまじょう）は、東京都青梅市にあった日本の城。別名は師岡城（もろおかじょう）。東京都指定史跡。

## 概要
勝沼城は、三田氏により築かれた平山城。築城年代は詳らかでないが、鎌倉時代から続く名族三田氏の居城として、16世紀半ばまで用いられた。三田氏が北条氏照により滅ぼされた後は師岡将景が城主となり、城名も師岡城と改められた。詳しい廃城時期は不明だが、1590年（天正18年） 豊臣秀吉による小田原征伐後に廃城になったと考えられている。

## 歴史・沿革
- 築城年代は詳らかでないが、三田氏により築かれたとされる。
- 永禄3年（1560年）の上杉謙信関東出兵後、城主の三田綱秀は後北条氏を離れ上杉方についた。
- 永禄4年（1561年）の上杉氏撤兵後、後北条氏と対立した三田綱秀が勝沼城より辛垣城を築き居を移した。
- 永禄4年（1561年）〜永禄6年（1563年）頃、北条氏照により三田氏が滅ぼされ、勝沼城も落城した。

## 構造
加治丘陵端の尾根上に占地し、本丸を中心に、尾根方面に三の丸、丘陵端方面に二の丸を配置している。この三郭を取り囲む様に横堀が全周に設けられ、二の丸には東面及び南面に馬出しが設けられている。また、二の丸及び三の丸には折れが設けられており、虎口及び馬出しを守る構造となっている。

## 考古資料

### 遺構
1925年（大正14年）に旧跡に、1976年（昭和51年）に歴史環境保全地域に指定されたため、一部が墓地として開かれているものの遺構は比較的よく残り、郭、空堀及び土塁が現存する。1993年（平成5年）には東京都指定史跡に指定された。

## 観光

### アクセス
- JR東青梅駅下車。